# نان روزانه ما (فیلم ۱۹۳۴)
نان روزانه ما (انگلیسی: Our Daily Bread) فیلمی آمریکایی در سبک درام و رمانتیک به کارگردانی کینگ ویدور است که در سال ۱۹۳۴ منتشر شد. از بازیگران آن می‌توان به کارن مورلی، تام کین، لوید اینگراهام و آدیسون ریچاردز اشاره کرد.

## موضوع فیلم
فیلم به سرگذشت یک خانواده در خلال بحران اقتصادی بزرگ، می‌پردازد.